# Voor en na de emotiebaan
Voor en na de emotiebaan is een sciencefictionverhaal van de Nederlander Peter Cuijpers. Cuijpers schreef wel vaker sciencefictionverhalen, maar zou zijn grootste bekendheid krijgen door vertaalwerk. Het was het tweede verhaal in de verhalenbundel Ganymedes 4, uitgegeven door A.W. Bruna Uitgevers. Die verhalenbundel kwam tot stand door het inzenden van lezers en andere liefhebbers van het genre, die weleens een eigen verhaal op papier wilden zetten.
Het verhaal leverde Peter Cuijpers bijna de King kon Award op (later Paul Harland Prijs).

## Het verhaal
Een emotieloos volk gebruikt de Aarde in de verre toekomst om te voelen hoe het is om met emoties te leven. Ze doen dat in de stad Adam, alwaar de aliens nog een vestiging hebben van hun Gnostisch Centrum. Het verleden van Adam is te zien aan de hand van een maquette in wit, grijs en zwart en laat een grachtengordel zien. Deze werd later “overwoekerd” door cityvorming. Voor de aliens geldt Adam zien (en dan in kleur) en dan sterven. Als ze de emotie in Adam gevoeld hebben, betekent dat tevens hun al bij de geboorte vaststaande einde.